# الكابوس (فلم أمريكي)
الكابوس(بالإنجليزية The Nightmare) هو فيلم وثائقي أمريكي أُخرِج من قبل المخرج الأمريكي رودني آشر. كان أول ظهور للفلم على الشاشة في 26 كانون الثاني سنة 2015 في مهرجان صاندانس السينمائي لعام2015. تتمحور أحداث الفيلم حول شلل النوم وعزى المخرج سبب اختياره لهذا الموضوع لكونه قد عانى منه في الماضي.

## ملخص قصير
تدور أحداث هذا الفيلم الوثائقي حول ثمانية أشخاص يعانون من شلل النوم، الظاهرة التي يجد فيها الناس أنفسهم غير قادرين على الحركة، والتكلم، والقيام بأي ردة فعل رغم وعيهم الآني بما يريدون القيام به أثناء نومهم أو استيقاظهم. يكون هذا الشلل أحياناً مترافق مع تجارب بدنية أو هلوسات تُرعب الشخص المُتعرض لها بشكل كبير. في الفيلم، يقوم آشر بإجراء مقابلات مع جميع المشتركين ويحاول بعدها إعادة تمثيل تجاربهم ولكن على أرض الواقع عن طريق تصوير فيلم بقيادة ممثلين محترفين.

## روابط خارجية
- مقالات تستعمل روابط فنية بلا صلة مع ويكي بيانات